# Waczulik Márton
Waczulik Márton (Martinus Waczulik) 18. századi ferences szerzetes, a cseh rendtartomány provinciálisa.

## Munkássága
Latin nyelven írt gregorián énekeket, litániákat, zsoltárokat és himnuszokat. Nevéhez köthető továbbá Galgócz városának rendszabályzata, melyet 1731. június 10-én vezettek be az egész megyében, és végül 1734-ben, Bécsben is megerősítették.

## Művei
- Statuta municipalia provinciae Hungariae ss. Salvatoris ordinis fratrum minorum strictioris observantiae, quae in hoc corpus redacta & alias saepius revisa, rursus vi compromissi ab universis patribus vocalibus, precelebris capituli provincialis Galgócziensis ejusdem provinciae die 10. mensis junii anno 1731. celebrati, in immediate praeteriti, & novi, in eodem capitulo electi definitorii patres facti, in secunda intermedia congregatione pariter Galgoczi die 10. mensis Maji anno 1733. celebrata, ab iisdem in hunc finem specialiter convocatis, examinata, limitata, atque acceptata, & subscripta fuerunt. Viennae [Bécs], 1734.
- Cantus Gregorianus pausarum, tonorum, aliquorum hymnorum et antiphonarum ac aliorium, quae in alma Provincia Hungariae Sanctissimi Salvatoris Fratrum Minorum Strictoris Observantiae in processionibus ac alias per annuam cantari consueverunt... publicis typis datus studio. Olomoucii [Olmütz], 1735.